# 千々石カルデラ

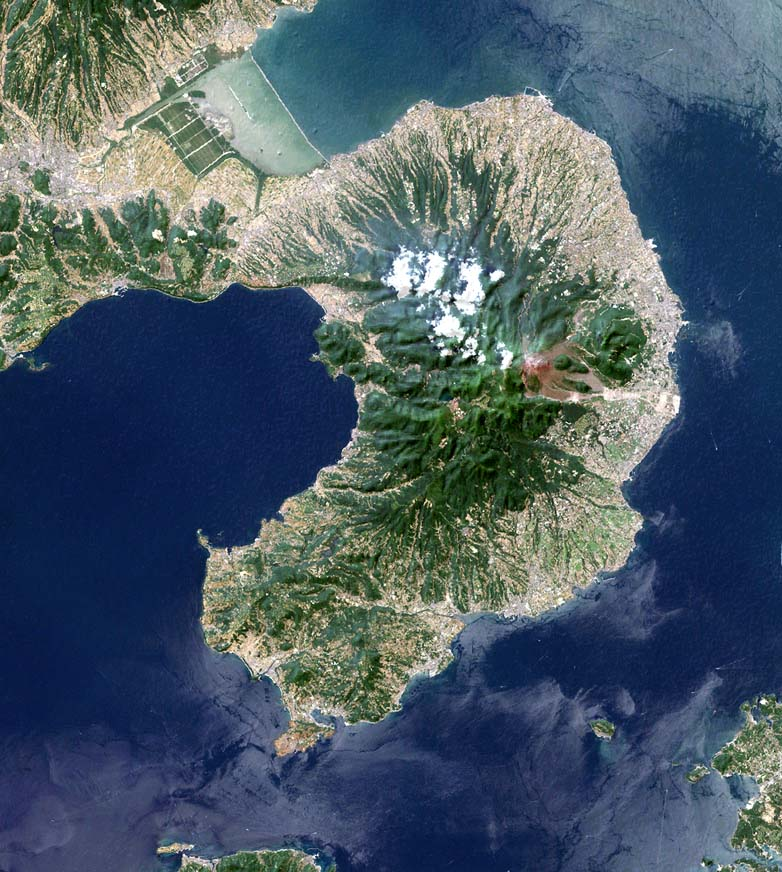
島原半島と橘湾（左）

千々石カルデラ（ちぢわカルデラ）は長崎県に位置する直径11kmのカルデラである。位置的には橘湾（旧称：千々石湾）とほぼ一致する。

## 概要
1973年、九州大学理学部の太田一也は島原半島及びその周辺海域で実施された重力観測において、橘湾の形状とほぼ一致する明瞭なすり鉢状を示す低重力異常が認められていること、橘湾の浅い場所にマグマ溜まりが存在することから、橘湾は火山活動によって形成されたカルデラであると発表した。
カルデラの北端は島原半島を横断する千々石断層と一致する。千々石断層から南方向に小浜断層が走る。また、沖縄トラフ北端の天草灘地溝と別府-島原地溝の会合点でもある。カルデラの底となる橘湾の海底は、比較的均一で水深も40m程度である。

## 異説
1972年に太田が提唱した千々石カルデラは、当初は賛同者は多くなかった。マグマだまりの位置については、当初は雲仙周辺の温泉群の陰イオンとガスの成分分析や、地震の震源地移動データより橘湾地下と想定したに過ぎなかった。また当時は雲仙の温泉の熱源についても有明湾由来であるという説などもあった。しかし、1990年からの雲仙普賢岳の噴火に伴う火山観測データによって、太田の提唱した『マグマ溜まり橘湾説』を裏付ける発表が相次いだ。

## 火山活動のマグマ供給源として
1990-1994年の雲仙普賢岳噴火の調査によって、橘湾地下13km付近から斜めに仰角40-50度の角度でマグマが上昇し、普賢岳に供給されたことが判っている。その際に雲仙市市街地の東側地下に（猿葉山東南東の雲仙市千々石町岳地区）第二のマグマだまりを形成したことがわかっている。1995年の雲仙岳溶岩噴出停止後は、震源地分布が橘湾内部に限定されるようになり、これはカルデラ内のマグマ溜まりの収縮によるものとされている。雲仙温泉・小浜温泉・普賢岳・島原温泉等の熱源は、全てこの千々石カルデラのマグマ由来だとされている。